# 1932
1932 (MCMXXXII) fue un año bisiesto comenzado en viernes según el calendario gregoriano.

## Acontecimientos

### En América
- 3 de enero: en Honduras, el gobierno declara la ley marcial para reprimir la revuelta de los trabajadores bananeros despedidos por la compañía estadounidense United Fruit.
- 3 de enero: en La Paz (provincia de Entre Ríos, Argentina) sucede un frustrado intento de revolución contra la dictadura.
- 17 de enero: recupera la presidencia de Paraguay José Patricio Guggiari luego de ser absuelto de su juicio político.
- 22 de enero: en El Salvador se produce un levantamiento campesino que es violentamente reprimido por el gobierno.
- 3 de febrero: en Cuba se registra un terremoto de 6,7 que deja 15 muertos y 400 heridos.
- 4 de febrero: Franklin D. Roosevelt, gobernador del estado de Nueva York, inaugura los III Juegos Olímpicos de invierno en Lake Placid
- 20 de febrero: En Argentina, asume el presidente Agustín Pedro Justo
- 24 de febrero: Malcolm Campbell consigue en Daytona International Speedway, con un Napier-Campbell, un nuevo récord de velocidad sobre tierra: 408,7 km/h.
- 1 de marzo: nacimiento del Danubio FC de Uruguay
- 10 de abril: En Chile, Se produce la explosión del Volcán Quizapú.
- 3 de junio: En México, se registra un terremoto de 8,1 y que destruyen las ciudades de Jalisco y Colima.
- 4 de junio: se inicia la anarquía en Chile. Cae el gobierno de Juan Esteban Montero mediante una revolución que instaura una República Socialista de Chile, que dura días.
- 6 de junio: en la ciudad de Eureka, California se registra un terremoto de 6,4 que deja un muerto y varios heridos.

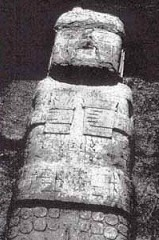
En junio de 1932 se descubre el monolito de Bennett, o estela Pachamama.

- En Bolivia se descubre el monolito de Bennett, o estela Pachamama.
- 20 de julio: en Perú, la expedición del Club Alpino Austro-Alemán logra el primer ascenso al nevado Huascarán; la montaña más alta del Perú y la quinta de América.
- 2 de agosto: en Argentina, nace el autor dramaturgo Oscar Viale, escritor de muchas obras y guionista de series de televisión como Mi Cuñado y Los Campanelli (f. 1994)
- 1 de septiembre: en el Trapecio amazónico, tropas colombianas expulsan a las tropas peruanas de Tarapacá (Amazonas). Comienza la guerra entre Perú y Colombia (hasta el 25 de mayo de 1933).
- 2 de septiembre: En México DF, Abelardo L. Rodríguez toma de posesión como presidente de México como su quincuagésimo presidente.
- 5 de septiembre: en Chile se funda la Federación Juvenil Comunista de Chile, que después pasó a llamarse Juventudes Comunistas.
- 9 de septiembre: toca tierra en Cuba el huracán de Camagüey. Mata a unas 3033 personas en las provincias de Camagüey, Ciego de Ávila y Las Tunas. Fue el huracán más letal que llegó a la isla. Solo en la ciudad de Santa Cruz del Sur (Camagüey), una marejada ciclónica de 6 metros mató a 2500 personas.[1]
- 9 de septiembre: empieza la Batalla de Boquerón, primera batalla de la guerra del Chaco entre Bolivia y Paraguay. Terminará el 29 de septiembre, con 7000 paraguayos y 150 bolivianos muertos.
- 13 de septiembre: en Chile, tras una fallida sublevación Carlos Dávila, líder de la República Socialista de Chile deja el cargo en manos del militar Bartolomé Blanche, produciéndose la caída de Dávila.
- 8 de octubre: en Rosario (Argentina) reaparece el comerciante Favelukes, quien había sido secuestrado. Esa noche es asesinado en su pensión el periodista Silvio Alzogaray, el único que había denunciado que se trataba de un secuestro mafioso realizado por la organización polaca Zwi Migdal.
- 1 de noviembre: Elecciones presidenciales de Estados Unidos de 1932. El presidente republicano Herbert Hoover no obtiene la reelección y pierde estrepitosamente las elecciones frente al demócrata Franklin D. Roosevelt como resultado de su mala gestión en la Gran Depresión de 1929-1935. Los demócratas ganan por un holgado margen de 472 votos electorales frente a los 59 de los republicanos.
- 8 de noviembre: en las islas Caimán, un huracán categoría 5 genera una marejada ciclónica de 10 metros que arrasa la isla Caimán Brac y mata 110 personas.
- 9 de noviembre: en Cuba un huracán categoría 5 ocasiona más de 2000 muertos y varios miles de heridos.
- 20 de diciembre: en el estado de Nevada se registra un terremoto de 7,3.
- 24 de diciembre: en Chile, Arturo Alessandri Palma es elegido por segunda vez como presidente, dando fin a la inestabilidad ocurrida por el monterismo, el socialismo y el ibañismo.

### En Asia
- 4 de enero: en la India, los británicos arrestan a Gandhi.
- 18 de febrero: en Japón, el emperador declara que el territorio chino de Manzhouguo (nombre chino obsoleto correspondiente a Manchuria) es independiente de China.
- 1 de marzo: en China, el exemperador Puyi proclama el estado independiente de Manchuria con el apoyo de las fuerzas japonesas.
- 24 de junio: el rey de Siam (actual Tailandia), establece la monarquía constitucional.
- Noviembre: en Irán, el monarca Reza Shah ordena la cancelación de la concesión petrolera D'Arcy.
- 25 de diciembre: la provincia de Gansu (en China) es sacudida por un terremoto de 7,6, dejando 275 muertos y 320 heridos.
- Creación del reino de Arabia Saudita.

### En Europa
- 11 de enero: en Madrid, Claudio Sánchez Albornoz es nombrado rector de la Universidad Central de Madrid.
- 2 de febrero: en Europa, la Sociedad de Naciones trata de poner fin al conflicto chino-japonés.
- 6 de febrero: en España, la Iglesia católica organiza numerosas protestas contra la orden gubernamental de retirar los crucifijos de las escuelas (en el marco de la separación entre la Iglesia y el Estado).
- 7 de febrero: el buque Bremen atraviesa el Atlántico en 4 días y 17 horas, con lo que consigue la "cinta azul".
- 10 de febrero: en Italia, el líder fascista católico Benito Mussolini es recibido con gran pompa por el papa Pío XI, con motivo del décimo aniversario de su ascensión al poder.
- 15 de febrero: Alemania marca un récord absoluto en el número de parados del país: 6,13 millones.
- 17 de febrero: se publica el ensayo Un bárbaro en Asia, de Henri Michaux.
- 22 de febrero: Adolf Hitler se presenta como candidato a la presidencia de Alemania por el partido Nazi.
- 24 de febrero: las Cortes de la Segunda República Española aprueban la Ley del Divorcio.
- 18 de marzo: en Zaragoza, España, se funda el club de fútbol Real Zaragoza.
- 22 de marzo: Ramón Casanellas, uno de los asesinos de Eduardo Dato, es expulsado de España tras ser detenido el 19 de marzo.
- 10 de abril: Alemania: El presidente Paul von Hindenburg es reelecto, derrotando por amplia mayoría a Adolf Hitler en la segunda vuelta de las segundas elecciones presidenciales alemanas.
- 27 de junio: en Londres, el compositor y pianista soviético Serguéi Prokófiev graba su Concierto para piano n.º 3 con la Orquesta Sinfónica de Londres, dirigida por Piero Coppola. Es la única grabación de una de las obras mayores de Prokófiev ejecutada al piano por el propio compositor.
- 10 de agosto: en España, tiene lugar un fallido golpe de Estado conocido como La Sanjurjada.
- 4 de septiembre: en Leverkusen (Alemania) se inaugura el BayArena.
- 25 de septiembre: Robert Doisneau, publica su primera fotografía en L’Excelsior.
- 26 de septiembre: un terremoto de 7,0 sacude Grecia dejando un saldo de 491 muertos.
- En la Unión Soviética comienza la hambruna de 1932-1933, que afectará las mayores áreas productoras de granos de ese país, en particular Ucrania, Kazajistán así como el Cáucaso Norte y la región del río Volga, el sur de los Urales y Siberia Occidental.

### En Oceanía
- 2 de noviembre: en Australia, se da inicio a una operación militar de control de vida salvaje conocida como Guerra del Emú.

## Nacimientos

### Enero
- 1 de enero: 
  - Marosa di Giorgio, escritora uruguaya (f. 2004).
  - Giuseppe Patanè, director de orquesta y músico italiano (f. 1989).
  - Oscar Viale, actor, comediante, dramaturgo y guionista argentino (f. 1994).
- 2 de enero: Edward Malefakis, historiador e hispanista estadounidense (f. 2016).

- 3 de enero: 

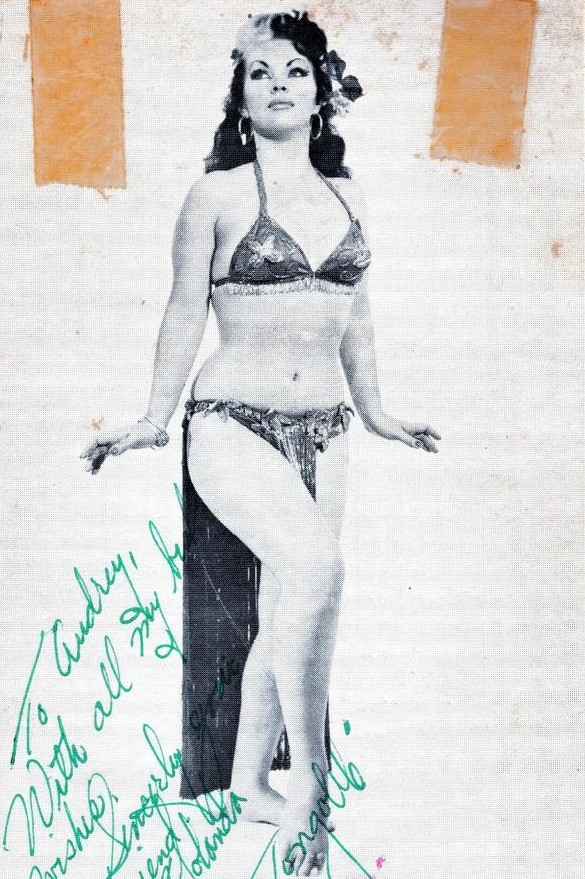
Tongolele.

  - Dabney Coleman, actor estadounidense. (f. 2024) .
  - Tongolele, bailarina, actriz y vedette estadounidense nacionalizada mexicana. (f. 2025)
- 4 de enero: Carlos Saura, cineasta español (f.2023).
- 5 de enero:
  - Umberto Eco, semiólogo, escritor y filósofo italiano (f. 2016).
  - Chuck Noll, entrenador estadounidense de fútbol americano (f. 2014).
  - Raísa Maksímovna Titarenko, esposa de Mijaíl Gorbachov (f. 1999).
  - Javier Valle Riestra, político peruano.(f.2024)
- 11 de enero: Alfonso Aráu, cineasta y actor mexicano.
- 16 de enero: Dian Fossey, bióloga estadounidense (f. 1985).
- 20 de enero: Heberto Padilla, poeta y catedrático cubano. (f. 2000).
- 22 de enero: Piper Laurie, actriz estadounidense.(f.2023)
- 29 de enero: 
  - Mabel Landó, actriz argentina.
  - Masayuki Katō, actor de voz japonés (f. 1993).

### Febrero
- 2 de febrero: Luis Espinal, religioso jesuita, periodista, poeta y cineasta español asesinado en Bolivia (f. 1980).
- 4 de febrero: Andrés Landero, músico y compositor colombiano (f. 2000).
- 6 de febrero: Camilo Cienfuegos, revolucionario cubano (f. 1959).
- 7 de febrero: Rogério Duprat, músico y compositor brasileño (f. 2006).
- 8 de febrero: 
  - John Williams, compositor estadounidense.
  - Horst Eckel, futbolista alemán (f. 2021)
  - Cliff Allison, piloto de automovilismo británico (f. 2005).
- 9 de febrero: Gerhard Richter, artista alemán.
- 10 de febrero: Barrie Ingham, actor británico (f. 2015).
- 11 de febrero: Dennis Skinner, político británico.
- 14 de febrero: Alexander Kluge, cineasta alemán.

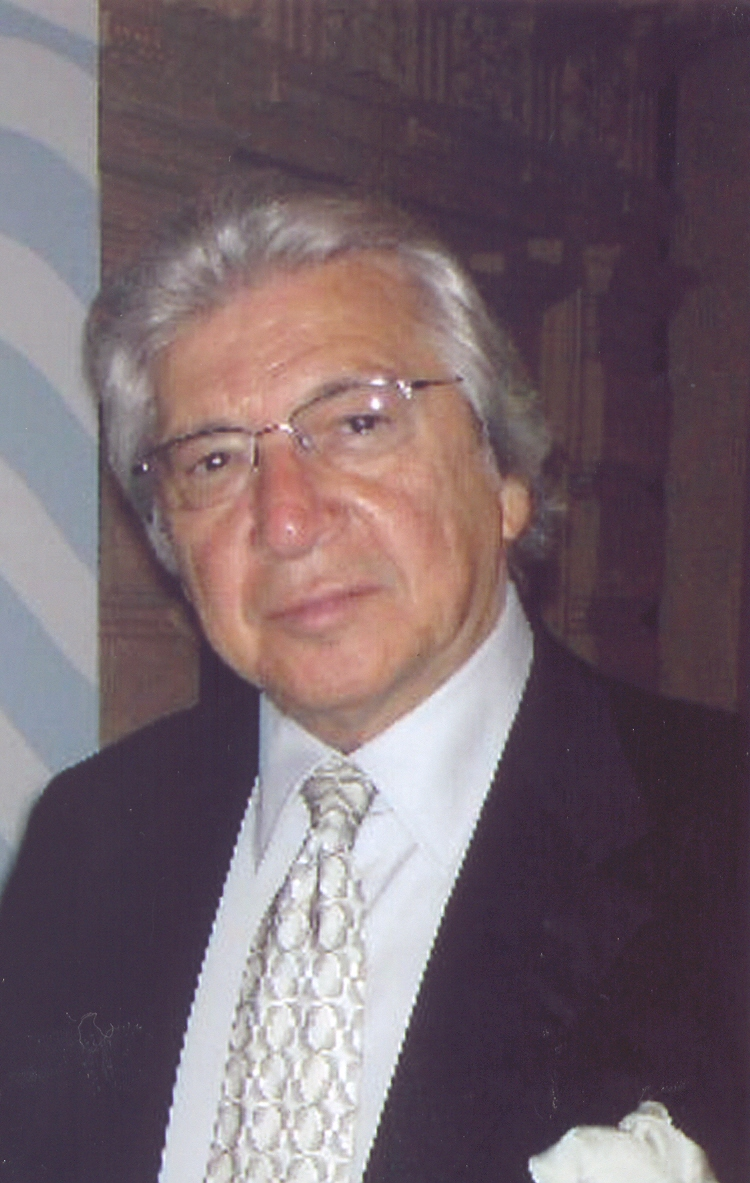
Manuel Alejandro.

- 16 de febrero: Antonio Ordóñez, torero español (f. 1998).
- 18 de febrero: Miloš Forman, cineasta, actor y guionista (f. 2018).
- 20 de febrero: Manuel Alejandro, compositor, arreglista y productor musical español.
- 22 de febrero: 
  - Edward Ted Kennedy, político estadounidense (f. 2009).
  - Guillermo Nimo, árbitro y comentarista deportivo argentino (f. 2013).
- 24 de febrero: Michel Legrand, compositor, pianista y cantante francés (f. 2019).
- 25 de febrero: Tony Brooks, piloto británico de automovilismo (f. 2022).
- 26 de febrero: Johnny Cash, músico estadounidense (f. 2003).
- 27 de febrero: 
  - Roger Boutry, compositor francés (f. 2019).
  - Elizabeth Taylor, actriz estadounidense (f. 2011).
- 28 de febrero: Francisco Colmenero, actor y director mexicano.

### Marzo
- 4 de marzo: Miriam Makeba, cantante sudafricana (f. 2008).
- 5 de marzo: 
  - Dina Rot , cantante, pianista y musicóloga argentina (f. 2020).
  - Eleazar Díaz Rangel, periodista venezolano (f. 2019).
- 6 de marzo: Gladys de La Lastra , compositora y educadora panameña (f. 2005).
- 7 de marzo: Lola Beltrán, actriz, presentadora y cantante de música vernácula mexicana(f. 1996).
- 8 de marzo: Silvia Derbez, actriz mexicana (f. 2002).
- 9 de marzo: Walter Mercado, astrólogo, actor, bailarín, escritor y celebridad televisiva puertorriqueño (f. 2019).
- 21 de marzo: Nassio, escultor y pintor español.(2023)
- 25 de marzo: Osvaldo Pacheco actor argentino (f. 1984).
- 26 de marzo: Raúl Guarderas Guarderas , actor ecuatoriano (f. 2014.)
- 27 de marzo: Agustín Rodríguez Sahagún, político español (f. 1991).
- 31 de marzo: Nagisa Ōshima, cineasta japonés (f. 2013).

### Abril
- 1 de abril: 
  - Ricardo Bruera, docente argentino, colaboracionista de la dictadura de Videla.
- 1 de abril: Debbie Reynolds, actriz estadounidense (f. 2016).
- 2 de abril: Edward Egan, cardenal estadounidense (f. 2015).
- 4 de abril: 
  - Anthony Perkins, actor estadounidense (f. 1993).
  - Andréi Tarkovski, cineasta ruso (f. 1986).
- 9 de abril: Carl Perkins, músico estadounidense (f. 1998).
- 13 de abril: Orlando Letelier, político chileno asesinado por la dictadura pinochetista (f. 1976).
- 18 de abril: Sara Facio, fotógrafa argentina.(f 2024)
- 19 de abril: Fernando Botero, pintor y escultor colombiano (f. 2023)
- 23 de abril: Álvaro Ruiz Zúñiga, actor colombiano (f. 2001).
- 25 de abril: Ricardo de Pascual, actor mexicano.
- 26 de abril: Manolo Zarzo, actor español.(f.2025)
- 27 de abril: 
  - Anouk Aimée, actriz francesa.(f 2024)
  - Marujita Díaz, actriz, vedette y cantante española (f. 2015).
- 28 de abril: Stênio Garcia, actor de cine, teatro y televisión brasileño.

### Mayo
- 4 de mayo: Benjamín Solís Menéndez, compositor, pianista, organista y director de coro salvadoreño (f. 2019).
- 5 de mayo: Longino Becerra, un escritor, historiador marxista, maestro, y filósofo hondureño (f. 2018).
- 8 de mayo: 
  - Julieta Campos, escritora y traductora cubano-mexicana (f. 2007).
  - Carlo Cossutta, tenor ítaloargentino (f. 2000).
  - Phyllida Law, actriz británica.
  - Sonny Liston, boxeador estadounidense (f. 1970).
- 15 de mayo: Chavalit Yongchaiyudh, político y militar tailandés.
- 19 de mayo: Diego Jaramillo, sacerdote católico y presentador de televisión colombiano, presidente de la empresa Minuto de Dios.
- 22 de mayo: Lucila Mataix (Celia Bravo), escritora española (f. 2001).
- 26 de mayo: Ramón Hoyos, ciclista colombiano (f. 2014).
- 29 de mayo: 
  - Martha Roth, actriz italiana/mexicana (f. 2016).
  - Elena Santonja, presentadora de televisión, pintora y actriz ocasional española. (f. 2016).

### Junio
- 6 de junio: 
  - Argentino Larrabure, militar argentino secuestrado durante un año (f. 1975).
  - Billie Whitelaw, actriz británica (f. 2014).
- 13 de junio: Jaime Peñafiel, periodista español.
- 14 de junio: Joe Arpaio, agente de policía y político estadounidense.
- 15 de junio: Mario Cuomo, político estadounidense (f. 2015).
- 18 de junio: Dudley Robert Herschbach, científico estadounidense.
- 22 de junio: Soraya Esfandiary, princesa iraní (f. 2001).
- 24 de junio: Antoñete, torero español (f. 2011).
- 25 de junio: Peter Blake, artista británico.
- 26 de junio: Marguerite Pindling, política bahameña.
- 27 de junio: 
  - Anna Moffo, soprano estadounidense (f. 2006).
  - Magali Noël, actriz y cantante turcofrancesa (f. 2015).
- 28 de junio: Pat Morita, actor estadounidense (f. 2005).
- 29 de julio: Luis de la Fuente, cardiólogo argentino.

### Julio
- 2 de julio: Dave Thomas, empresario estadounidense (f. 2002).
- 5 de julio: Philippe Erulin, oficial militar francés (f. 1979).
- 9 de julio: 
  - Roberto Goizueta, empresario estadounidense de origen cubano (f. 1997).
  - Donald Rumsfeld, político estadounidense.(f.2021)

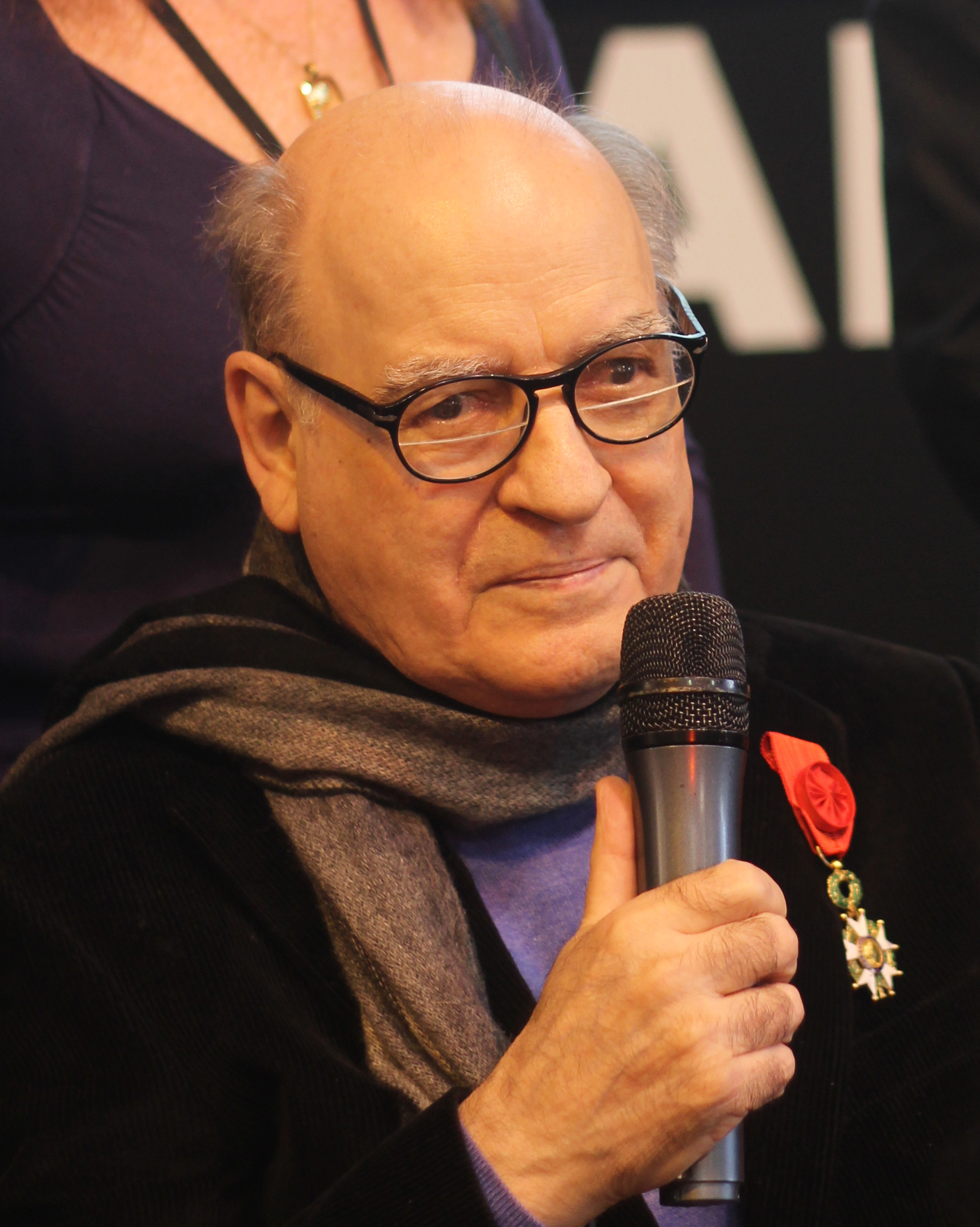
Quino

- 12 de julio: Eddy Wally, cantante belgo (f. 2016).
- 13 de julio: Per Nørgård, compositor danés.(f 2025)
- 17 de julio: 
  - Joaquín Lavado, Quino, humorista gráfico argentino (f. 2020).
  - Wojciech Kilar, compositor polaco (f. 2013).
- 20 de julio: 
  - Josefa de Bastavales, panderetera española.(f.2024)
  - Nam June Paik, compositor y vídeoartista estadounidense de origen surcoreano (f. 2006).
- 30 de julio: Edd Byrnes, actor estadounidense (77 sunset strip y grease)
- 31 de julio: John Searle, filósofo estadounidense.

### Agosto
- 2 de agosto: Peter O'Toole, actor irlandés (f. 2013).
- 3 de agosto: Marco Antonio Montes de Oca, poeta y pintor mexicano (f. 2009).
- 9 de agosto: Anand Panyarachun, político y diplomático tailandés.
- 10 de agosto: Trudy Pitts, cantante y tecladista estadounidense de soul jazz (f. 2010).
- 11 de agosto: Fernando Arrabal, escritor español.
- 11 de agosto: Peter Eisenman, arquitecto estadounidense.
- 12 de agosto: Sirikit, viuda y reina consorte de Tailandia.
- 15 de agosto: Juan José Catalán, abogado y político argentino (f. 2013), colaboracionista con la dictadura de Videla.
- 18 de agosto: Muhammad Khan Junejo, político pakistaní (f. 1993).
- 18 de agosto: Luc Montagnier, virólogo y catedrático francés (f. 2022), uno de los descubridores del VIH (causante del sida), premio nobel de medicina en 2008. Durante la pandemia de covid‑19 se convirtió en antivacunas, y manifestó su apoyo a la seudocientífica homeopatía.
- 24 de agosto: Xabier Arzalluz, político español de ideologías nacionalista vasca (f. 2019).
- 25 de agosto: Luis Félix López, médico, escritor y político ecuatoriano (f. 2008).

### Septiembre
- 2 de septiembre: Carlos Romero Barceló, político puertorriqueño.(f.2021)
- 3 de septiembre: Adolfo Echeverría, cantautor, múisco y compositor colombiano (f. 2018).
- 5 de septiembre: Eduardo Bergara Leumann, actor argentino (f. 2008).
- 7 de septiembre: Pepe Martín, actor y director de teatro español (f. 2020).
- 8 de septiembre: Josep Fauli, periodista español (f. 2006).
- 10 de septiembre: Félix Malloum, presidente de Chad (f. 2009).
- 13 de septiembre: Fernando González Pacheco, presentador y animador colombiano de televisión (f. 2014).
- 19 de septiembre: Anabel Gutiérrez, actriz mexicana.(f 2022).

- 20 de septiembre: Ulalume González de León, poeta, traductora, ensayista y editora uruguayo-mexicana (f. 2009).
- 22 de septiembre: Algirdas Brazauskas, político lituano, primer ministro entre 2001 y 2006 y presidente entre 1993 y 1998 (f. 2010).
- 23 de septiembre: José Oliva, actor de televisión dominicano  (f. 2007).
- 23 de septiembre: Óscar Agudelo, cantante y bolerista colombiano (f. 2023).[2]
- 25 de septiembre: 
  - Glenn Gould, pianista canadiense (f. 1982).
  - Juan José Rosón, político español (f. 1986).
  - Adolfo Suárez González, abogado, político y presidente de gobierno español entre 1976 y 1981 (f. 2014).
- 26 de septiembre: Alicia Hermida, actriz y profesora de interpretación española (f. 2022).
- 28 de septiembre: Víctor Jara, cantautor chileno (f. 1973).
- 29 de septiembre: Heber Raviolo, profesor, crítico literario y editor uruguayo (f. 2013).

### Octubre
- 4 de octubre: Carmen Inés Rivera, hija del fundador del municipio El Dorado (Meta) en Colombia.
- 14 de octubre: Wolf Vostell, pintor, escultor y videoartista alemán (f. 1998).
- 19 de octubre: Mariano Grondona, escritor y catedrático argentino.
- 20 de octubre: Rokurō Naya, actor de voz japonés (f. 2014).
- 21 de octubre: Cesare Perdisa, piloto italiano de automovilismo (f. 1998).
- 27 de octubre: Sylvia Plath, poetisa y novelista estadounidense (f. 1963).
- 30 de octubre: 
  - Louis Malle, cineasta francés (f. 1995).
  - Reina Torres de Araúz, profesora y antropóloga panameña (f. 1982).
  - Carlos Villagra Marsal, poeta, narrador, ensayista e intelectual paraguayo (f. 2016).

### Noviembre
- 1 de noviembre:  Joaquín Achúcarro, pianista español.
- 3 de noviembre: Albert Reynolds, político irlandés (f. 2014).
- 4 de noviembre: Thomas Klestil, presidente austriaco (f. 2004).
- 9 de noviembre: Eduardo Armstrong, historietista chileno (f. 1973).
- 10 de noviembre: 
  - Paul Bley, pianista estadounidense (f. 2016).
  - Jean-Pierre Garen, médico y escritor francés (f. 2004).
  - Liana Lombard (Lía Cyngiser), actriz argentina (f. 2009).
  - Roy Scheider (en la imagen), actor estadounidense (f. 2008).

- 15 de noviembre: 

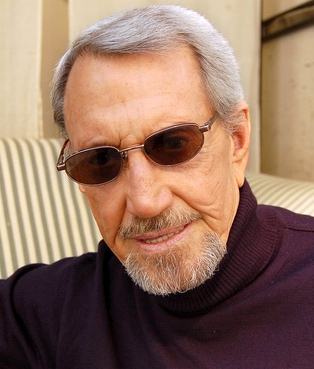
Roy Scheider.

  - Ítalo López Vallecillos, poeta, historiador, periodista y editor salvadoreño. (f. 1986).
  - Jerry Unser, piloto estadounidense de automovilismo (f. 1959).
- 27 de noviembre: Benigno Aquino, político y periodista filipino (f. 1983).
- 28 de noviembre: 
  - Víctor Alderete, abogado y político argentino, interventor del PAMI.
  - Gato Barbieri, saxofonista argentino de jazz (f. 2016).
- 29 de noviembre: Jacques Chirac, presidente presidente de la República Francesa (f. 2019).

### Diciembre
- Diciembre: Fernando de la Rosa, guitarrista español de flamenco (f. 1962).
- 3 de diciembre: José Enrique Crousillat, productor de televisión y empresario peruano (f. 2021).
- 4 de diciembre: Roh Tae-woo, presidente surcoreano.(f. 2021).
- 5 de diciembre: Little Richard, cantautor y pianista estadounidense de rock and roll (f. 2020).
- 8 de diciembre: Francisco Tomás y Valiente, jurista, historiador y escritor español (f. 1996).
- 13 de diciembre: Tatsuya Nakadai, actor japonés.
- 14 de diciembre: Etienne Tshisekedi, político congoleño (f. 2017).
- 18 de diciembre: Miguel Mancera Aguayo, economista mexicano; director general y gobernador del Banco de México desde 1982 hasta 1997.
- 23 de diciembre: Francisco J. Uriz, traductor español.
- 25 de diciembre: Walter Santa Ana, actor argentino (f. 2012).
- 28 de diciembre: 
  - Nichelle Nichols, actriz estadounidense.(f 2022).
  - Manuel Puig, escritor argentino (f. 1990).
- 30 de diciembre: Paolo Villaggio, actor italiano (f. 2017).

## Fallecimientos
- 7 de enero: André Maginot, político francés (n. 1877).
- 1 de febrero: Farabundo Martí, político revolucionario salvadoreño (n. 1893).
- 4 de febrero: Luis Menéndez Pidal, pintor español (n. 1861).
- 6 de febrero: Augusto Leguía, presidente peruano (n. 1863).
- 16 de febrero: Ferdinand Buisson, pedagogo francés, premio Nobel de la Paz en 1927 (n. 1841).
- 28 de febrero: Julieta Lanteri, feminista y política argentina (n. 1873).
- 28 de febrero: Guillaume Bigourdan, astrónomo francés (n. 1851).
- 2 de marzo: Ángela de la Cruz, monja española, fundadora de las Hermanas de la Cruz y santa católica (n. 1846).
- 3 de marzo: Eugen d'Albert, pianista y compositor alemán nacido en Escocia (n. 1864).
- 7 de marzo: Aristide Briand, político francés, premio Nobel de la Paz en 1926 (n. 1862).
- 3 de abril: Wilhelm Ostwald, químico y filósofo alemán, premio Nobel de Química en 1909 (n. 1853).
- 5 de abril: Guty Cárdenas, cantautor mexicano (n. 1905).
- 25 de mayo: Franz von Hipper, militar alemán (n. 1863).
- 29 de abril: José Félix Uriburu, político y dictador argentino (n. 1868).
- 30 de mayo: Eugenio Fernández Quintanilla, arquitecto español (n. 1887).
- 16 de junio: Antonio Rodríguez Martín, jurista y escritor español (n. 1859).
- 19 de junio: Manuel Prado, escritor y militar argentino (n. 1863).
- 23 de julio: Alberto Santos Dumont, aviador pionero brasileño (n. 1873).
- 2 de agosto: Juana Alarco de Dammert, filántropa y benefactora de la niñez peruana (n. 1842).
- 26 de agosto: Julia Wernicke, pintora y grabadora argentina (n. 1860).
- 4 de septiembre: Alberto Masferrer, filósofo, escritor y ensayista salvadoreño (n. 1868).
- 16 de septiembre: Sir Ronald Ross, médico y entomólogo británico, premio Nobel de Medicina en 1902.
- 18 de septiembre: C. C. van Asch van Wijck, escultora y modelo holandesa (n.1900)
- 3 de octubre: Max Wolf, astrónomo alemán (n. 1863).
- 9 de octubre: Carmen de Burgos, periodista, escritora y feminista española (n. 1867).
- 9 de octubre: José Lassalle (58), director de orquesta y compositor español (f. 1874); fallecido por ACV, casado con la cantante María Kuznetzova.
- 19 de octubre: Arthur Friedheim, pianista, director de orquesta y compositor ruso (n. 1859).
- 4 de noviembre: Salomón Reinach, filólogo y arqueólogo francés (n. 1858).
- 4 de diciembre: Gustav Meyrink, escritor austríaco (n. 1868).

## Arte y literatura
- Aldous Huxley: Un mundo feliz.
- Stella Gibbons: La hija de Robert Poste.
- Erich Kästner: Fabián, la historia de un moralista.
- Pearl S. Buck: Hijos.
- Louis-Ferdinand Céline: Viaje al fin de la noche.
- Agatha Christie: Peligro inminente (Agatha Christie), Miss Marple y trece problemas.
- William Faulkner: Luz de agosto.
- Hermann Hesse: Viaje al Oriente.

## Ciencia y tecnología
- Estados Unidos: primer marcapasos artificial.

## Deporte
- Juegos Olímpicos en Los Ángeles, Estados Unidos.
- Fundación del Real Zaragoza, SAD debido a la fusión de dos clubs de la ciudad de Zaragoza el Iberia Sport Club y el Zaragoza Club Deportivo,equipo de fútbol de la Liga Española.
- Primer título profesional obtenido por River Plate, equipo de fútbol argentino.
- Creación de Danubio Fútbol Club, equipo de fútbol uruguayo.

## Cine
- Adiós a las armas ("A Farewell to Arms"), de Frank Borzage.
- Lluvia ("Rain"), de Lewis Milestone.
- Boudu salvado de las aguas ("Boudu sauvé des eaux"), de Jean Renoir.
- El expreso de Shanghai ("Shanghai express"), de Josef Von Sternberg.
- Grand Hotel ("Grand Hotel"), de Edmund Goulding.
- He nacido, pero... ("Otona no miru ehon - Umarete wa mita keredo"), de Yasujirō Ozu.
- El hombre y el monstruo ("Dr. Jekyll and Mr. Hyde"), de Rouben Mamoulian.
- La legión de los hombres sin alma ("White Zombie"), de Victor Halperin (con Béla Lugosi).
- Lo mejor es lo malo conocido ("Rich and Strange"), de Alfred Hitchcock.
- El malvado Zaroff ("The Most Dangerous Game"), de Irving Pichel y Ernest B. Schoedsack.
- La momia ("The Mummy"), de Karl Freund (con Boris Karloff).
- Número 17 ("Number Seventeen"), de Alfred Hitchcock.
- La parada de los monstruos ("Freaks"), de Tod Browning.
- Plumas de caballo ("Horse Feathers"), de Norman Z. McLeod (con los hermanos Marx).
- El signo de la cruz ("The Sign of the Cross"), de Cecil B. DeMille.
- Soy un fugitivo (I Am a Fugitive from a Chain Gang), de Mervyn LeRoy.
- Tarzán de los monos (Tarzan The Ape Man), de W. S. Van Dyke.
- La Venus rubia ("Blonde Venus"), de Josef Von Sternberg.
- Movie Crazy ("Loco por el Cine"), de Clyde Bruckman.
- Quería un millonario (She Wanted a Millionaire), de John G. Blystone.
- La irreflexiva (Careless Lady), de Kenneth MacKenna.
- The Trial of Vivienne Ware (The Trial of Vivienne Ware), de William K. Howard.
- Scarface, de Howard Hawks y Richard Rosson
- Vampyr, de Carl Theodor Dreyer.

## Premios Nobel
- Física: Werner Karl Heisenberg.[3]
- Química: Irving Langmuir.[3]
- Medicina: Charles Scott Sherrington y Edgar Douglas Adrian.[3]
- Literatura: John Galsworthy.[3]
- Paz: destinado al fondo especial de esta sección del premio.[3]